# Райнхардтсгримма
Райнхардтсгримма (нем. Reinhardtsgrimma) — посёлок в немецкой федеральной земле Саксония. С 2 января 2008 года входит в состав города Гласхютте.
Подчинён земельной дирекции Дрезден и входит в состав района Саксонская Швейцария — Восточные Рудные Горы. Население 2955 чел. Занимает площадь 53,81 км².
Община подразделялась на 7 сельских округов.

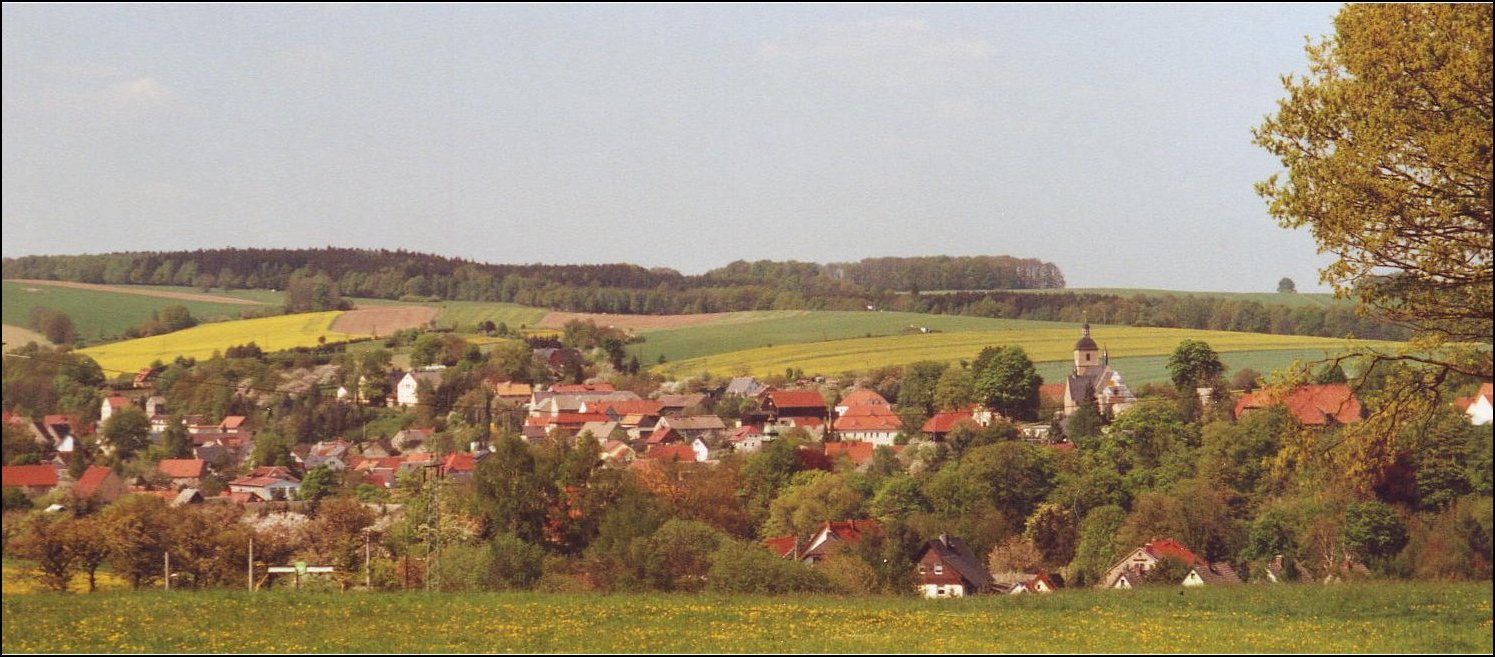
Общий вид на Райнхардтсгримму

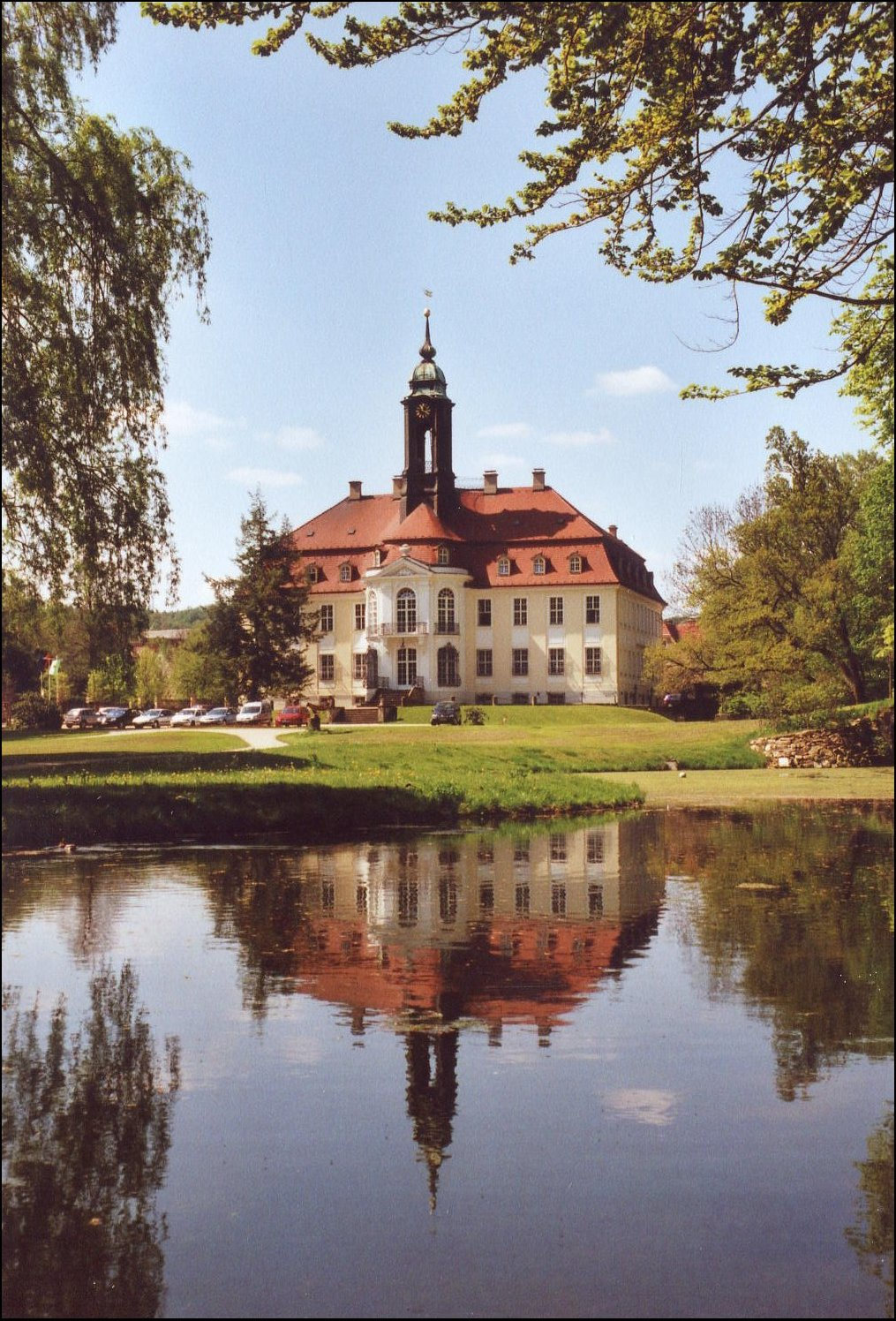
Барочный дворец Райнхардтсгримма